# Língua dogrib
A língua dogrib (ou também Tłı̨chǫ Yatiì) é uma língua falada pelo povo indígena americano Tłı̨chǫ nos Territórios do Noroeste no  Canadá. De acordo com as estatísticas do governo canadense, em 1999 havia aproximadamente 2.085 pessoas cuja primeira língua é o dogrib.
A região do povo dogrib abrange a margem norte do Grande Lago do Escravo, quase ultrapassando a área do  Grande Lago do Urso. Rae-Edzo, agora conhecido pelo nome dogrib Behchokǫ, é a maior comunidade da região.

## Fonologia

### Consoantes
As consoantes do dogrib na ortografia padrão são listados abaixo (com a notação do IPA entre chaves):
|             |                | Bilabial | Alveolar  | Alveolar    | Post- alveolar | Palatal | Velar   | Velar     | Glotal |
| central     | lateral        | Bilabial | plana     | labializada | Post- alveolar | Palatal |         |           | Glotal |
| ----------- | -------------- | -------- | --------- | ----------- | -------------- | ------- | ------- | --------- | ------ |
| Nasal       | plana          | m /m/    | n /n/     |             |                |         |         |           |        |
| Nasal       | pre-nasalizada | mb /mb/  | nd /nd/   |             |                |         |         |           |        |
| Plosiva     | expressa       | b /b/    | d /d/     |             |                |         | g /ɡ/   | gw /ɡʷ/   |        |
| Plosiva     | muda           |          | t /t/     |             |                |         | k /k/   | kw /kʷ/   | ’ /ʔ/  |
| Plosiva     | ejetiva        |          | t’ /tʼ/   |             |                |         | k’ /kʼ/ | kw’ /kʷʼ/ |        |
| Africada    | expressa       |          | dz /dz/   | dl /dɮ/     | j /dʒ/         |         |         |           |        |
| Africada    | muda           |          | ts /ts/   | tl /tɬ/     | ch /tʃ/        |         |         |           |        |
| Africada    | ejetiva        |          | ts’ /tsʼ/ | tl’ /tɬʼ/   | ch’ /tʃʼ/      |         |         |           |        |
| Fricativa   | expressa       |          | z /z/     |             | zh /ʒ/         |         | gh /ɣ/  |           |        |
| Fricativa   | muda           |          | s /s/     | ł /ɬ/       | sh /ʃ/         |         | x /x/   |           | h /h/  |
| Aproximante | expressa       |          | r /ɹ/     | l /l/       |                | y /j/   |         | w /w/     |        |
| Aproximante | muda           |          |           |             |                |         |         | wh /ʍ/    |        |

### Vogais
- curtas
  - a /a/
  - e /e/
  - i /i/
  - o /o/

- longas
  - aa /aː/
  - ee /eː/
  - ǫǫ /õː/

- vogais nasais são marcadas por um acento ogonek, e.x., ą
- baibo tom é marcado por um acento grave, e.x., à
- tom alto nunca é marcado

## Exemplos
Palavras e frase:
- Tłı̨chǫ got'ı̨ı̨̀ povo  Tłı̨chǫ
- tłı̨ cão
- tłı̨cho cavalo  (liter. 'grande cão')
- łıwe / łıe  peixe
- detʼǫ pato
- eyè ovo
- ejietʼò leita
- dìga lobo
- deh rio
- elà canoa
- dı  ilha
- kwe  rocha
- sìh / shìh  montanha
- tı atraso
- zhah  neve
- chǫ / tsǫ chuva
- ło fumaça
- kǫ̀  casa
- degoo branco
- dezǫpreto
- dekʼo vermelho
- dǫ nàke laànì nàtso 'forte como duas pessoas', lema do governo Tłįchǫ

## Leitura
- Coleman, Phyllis Young. Dogrib Phonology. Ann Arbor, Michigan, [etc.]: University Microfilms International, 1979.
- Feenstra, Jacob. Tłı̨chǫ Yati Enįhtł'è = Dogrib Dictionary. Rae-Edzo, N.W.T.: Dogrib Divisional Board of Education, 1992.